# Dzmitryj Turlin
Dzmitryj Viktaravič Turlin (in bielorusso Дзмітрый Віктаравіч Турлін?; Babrujsk, 8 settembre 1985) è un allenatore di calcio ed ex calciatore bielorusso, di ruolo centrocampista.

## Carriera

### Club
Ha giocato nella massima serie bielorussa.